# داذويه
داذويه بن باذان الساساني هو ابن باذان بن ساسان حاكم اليمن الفارسي الذي أعلن إسلامه للنبي محمد في العام التاسع للهجرة، ثم توفي العام التالي، فقام النبي بتعيين داذويه مكانه على صنعاء. اشترك في قتل الأسود العنسي مع قيس بن مكشوح، وفيروز الديلمي. قتله قيس بعد ذلك ليرضي قوم العنسي، وملك قيس صنعاء، فكتب فيروز إلى الخليفة أبي بكر الصديق فأمده بجند ثم قاتلوا قيساً فهزموه، وحملوه إلى أبي بكر، فوبخه لامه على فعله، فأنكر فعفا عنه.
هو أخ مهران بن باذان، أحد قادة الفرس الذين قُتلوا في معركة البويب.